# Austin Wintory
 (septembre 2015).
Si vous disposez d'ouvrages ou d'articles de référence ou si vous connaissez des sites web de qualité traitant du thème abordé ici, merci de compléter l'article en donnant les références utiles à sa vérifiabilité et en les liant à la section « Notes et références ».
Austin Wintory est un compositeur américain né à Denver en 1984.

## Biographie
Austin Wintory travaille principalement pour le jeu vidéo et le cinéma mais compose également de la musique de concert. Il est particulièrement reconnu pour ses musiques pour les jeux vidéo flOw, Journey et The Banner Saga.
Son travail pour flOw est nommé aux G.A.N.G. Awards en 2008 dans la catégorie meilleure musique interactive. En 2012, sa partition pour Journey est nommée aux Grammy Awards, ce qui constitue alors une première pour un jeu vidéo. Elle est sacrée Musique de l'année par IGN, aux G.A.N.G. Awards et Interactive Achievement Awards mais aussi aux prestigieux BAFTA Awards.

## Discographie

### Jeux vidéo
| Jeu                              | Année | Développeur                            |
| -------------------------------- | ----- | -------------------------------------- |
| Ages of Athiria (Theme Only)     | 2002  | Elysian Productions                    |
| flOw                             | 2006  | thatgamecompany                        |
| flOw Expansion Pack              | 2007  | thatgamecompany, Super Villain Studios |
| GroundTruth: Toxic City          | 2007  | Sandia Nat’l Lab, USC-Gamepipe         |
| Replay                           | 2007  | Take Action Games                      |
| GroundTruth 2: Lock Down         | 2008  | Sandia Nat’l Lab, USC-Gamepipe         |
| My Virtual Tutor                 | 2008  | 1st Playable Productions               |
| Census                           | 2010  | Draft FCB                              |
| Super Awesome Mountain RPG       | 2010  | Codename Games                         |
| Journey                          | 2012  | thatgamecompany                        |
| Horn                             | 2012  | Phosphor Games                         |
| Monaco                           | 2013  | Pocketwatch Games                      |
| Leisure Suit Larry: Reloaded     | 2013  | N-Fusion Interactive                   |
| Soul Fjord                       | 2014  | Airtight Games                         |
| Sunset                           | 2014  | Tale of Tales                          |
| The Banner Saga                  | 2014  | Stoic Studios                          |
| Counter-Strike: Global Offensive | 2014  | Valve                                  |
| Assassin's Creed Syndicate       | 2015  | Ubisoft Québec                         |
| The Banner Saga 2                | 2016  | Stoic Studios                          |
| Abzû                             | 2016  | Giant Squid Studios                    |
| Absolver                         | 2017  | Sloclap                                |
| Erica                            | 2019  | Flavourworks                           |
| The Pathless                     | 2020  | Giant Squid                            |

### Films
- 2021 : One Shot de James Nunn